# Tout sur Lisa
Tout sur Lisa (France) ou Laissez dépasser (Québec) est le 20e épisode de la saison 19 de la série télévisée d'animation Les Simpson.

## Synopsis
Lisa est sur le point de recevoir un Oscar et à cette occasion Tahiti Mel raconte les circonstances de cet étrange événement. Tout  commence lors de la 4000e émission de Krusty. Celui-ci cherche un assistant pour l'aider et de nombreux enfants se présentent dont Bart. Mais Krusty choisit Nelson parce qu'il a couché avec la mère de celui-ci. Lisa part alors défendre son frère et est aussitôt embauchée à la place de Nelson. Mais très vite, elle s'aperçoit qu'elle ne peut tolérer un patron aussi tyrannique et malpropre que Krusty et décide de faire sa propre émission. Tahiti Mel lui ouvrira cependant les yeux en lui disant que la célébrité fait parfois perdre la tête.
Pendant ce temps, Bart est triste de ne pas avoir été sélectionné. Homer lui remonte le moral et père et fils commencent une collection de pièces de monnaie...